# سوسوکه موریتا
سوسوکه موریتا (ژاپنی: 森戸 壮介؛ زادهٔ ۸ ژوئیهٔ ۱۹۸۵) یک بازیکن فوتبال اهل ژاپن است.
از باشگاه‌هایی که در آن بازی کرده‌است می‌توان به باشگاه فوتبال یوکوهاما اشاره کرد.